# William Battie
William Battie (1. září 1703 – 13. června 1776) byl anglický psychiatr. Jako první na světě prohlásil, že jeho ústavy jsou schopny léčit psychicky postižené. I přes to, že nikdy nevyléčil ani jednoho ze svých pacientů, stal se jedním z nejbohatších mužů v Anglii. Díky jeho zbohatnutí nastartoval prudký rozvoj psychiatrie a zájmu o ústavy. Jako první vydal knihu o léčbě psychických nemocí. A Tratise on madness, v překladu pojednání o šílenství. Zemřel 13. června 1776 ve věku 72 let.